# PR Большого Пса
PR Большого Пса (лат. PR Canis Majoris) — одиночная переменная звезда в созвездии Большого Пса на расстоянии (вычисленном из значения параллакса) приблизительно 8716 световых лет (около 2672 парсеков) от Солнца. Видимая звёздная величина звезды — от +12,7m до +11,3m.

## Характеристики
PR Большого Пса — пульсирующая полуправильная переменная звезда типа SRB (SRB).